# Première Division 2023-2024 (Burkina Faso)
La Première Division 2023-2024 è stata la 62ª edizione della massima divisione del campionato burkinabé di calcio. Il campionato è iniziato il 1º settembre 2023 ed è terminato il 15 giugno 2024.
L'AS Douanes Ouagadougou è la squadra campione in carica e si è riconfermato, conquistando il suo secondo titolo nazionale.

## Stagione

### Novità
Al termine della scorsa stagione sono state retrocesse in seconda divisione Real du Faso e Police, ultime due classificate del campionato. Al loro posto sono state promosse KOZAF e Sporting Cascades, prime due classificate della seconda divisione.

### Formula
Le 16 squadre partecipanti giocano un girone all'italiana con partite di andata e ritorno, per un totale di 30 giornate. Al termine della stagione, la prima classificata è campione del Burkina Faso e si qualifica per la CAF Champions League 2024-2025, mentre la seconda classificata si qualifica per la Coppa della Confederazione CAF 2024-2025. Le ultime due classificate vengono invece retrocesse in seconda divisione.

## Squadre partecipanti
| Squadra                | Città          | Stagione precedente       |
| ---------------------- | -------------- | ------------------------- |
| ASECK                  | Koudougou      | 13° in Première Division  |
| ASFA-Yennenga          | Ouagadougou    | 9° in Première Division   |
| ASF Bobo               | Bobo-Dioulasso | 11° in Première Division  |
| AS Douanes Ouagadougou | Ouagadougou    | Campione del Burkina Faso |
| Étoile Ouagadougou     | Ouagadougou    | 10° in Première Division  |
| KOZAF                  | Ouagadougou    | Seconda divisione         |
| Majestic               | Manga          | 6° in Première Division   |
| Rahimo                 | Bobo-Dioulasso | 4° in Première Division   |
| RC Bobo                | Bobo-Dioulasso | 5° in Première Division   |
| R.C. Kadiogo           | Ouagadougou    | 7° in Première Division   |
| Royal                  | Bobo-Dioulasso | 14° in Première Division  |
| Salitas                | Ouagadougou    | 2° in Première Division   |
| SONABEL                | Ouagadougou    | 12° in Première Division  |
| Sporting Cascades      | Niangoloko     | Seconda divisione         |
| USFAN                  | Ouagadougou    | 8° in Première Division   |
| Vitesse                | Bobo-Dioulasso | 3° in Première Division   |

## Classifica
|                         | Pos. | Squadra                | Pt | G  | V  | N  | P  | GF | GS | DR  |
| ----------------------- | ---- | ---------------------- | -- | -- | -- | -- | -- | -- | -- | --- |
| Burkina Faso (bandiera) | 1.   | AS Douanes Ouagadougou | 60 | 30 | 17 | 9  | 4  | 42 | 14 | -28 |
|                         | 2.   | Majestic               | 54 | 30 | 15 | 9  | 6  | 36 | 21 | +15 |
|                         | 3.   | SONABEL                | 52 | 30 | 13 | 13 | 4  | 28 | 16 | +12 |
|                         | 4.   | Sporting Cascades      | 47 | 30 | 12 | 11 | 7  | 31 | 25 | +6  |
|                         | 5.   | Salitas                | 46 | 30 | 12 | 10 | 8  | 41 | 36 | +5  |
|                         | 6.   | Étoile Ouagadougou     | 41 | 30 | 10 | 11 | 9  | 28 | 29 | -1  |
|                         | 7.   | Rahimo                 | 39 | 30 | 10 | 9  | 11 | 28 | 30 | -2  |
|                         | 8.   | ASECK                  | 38 | 30 | 8  | 14 | 8  | 17 | 18 | -1  |
|                         | 9.   | ASFA-Yennenga          | 35 | 30 | 7  | 14 | 9  | 24 | 26 | -2  |
|                         | 10.  | Vitesse                | 35 | 30 | 8  | 11 | 11 | 22 | 26 | -4  |
|                         | 11.  | R.C. Kadiogo           | 34 | 30 | 7  | 13 | 10 | 15 | 22 | -7  |
|                         | 12.  | ASF Bobo               | 33 | 30 | 6  | 15 | 9  | 18 | 23 | -5  |
|                         | 13.  | USFAN                  | 32 | 30 | 6  | 14 | 10 | 21 | 28 | -7  |
|                         | 14.  | RC Bobo                | 30 | 30 | 5  | 15 | 10 | 23 | 31 | -8  |
|                         | 15.  | Royal                  | 25 | 30 | 3  | 16 | 11 | 23 | 31 | -8  |
|                         | 16.  | KOZAF                  | 23 | 30 | 5  | 8  | 17 | 18 | 39 | -21 |

Legenda
      Campione del Burkina Faso e ammessa alla CAF Champions League 2024-2025.
      Ammessa alla Coppa della Confederazione CAF 2024-2025.
      Retrocessa in seconda divisione 2024-2025.
Note:
Tre punti a vittoria, uno a pareggio, zero a sconfitta.